# چوپان خوک

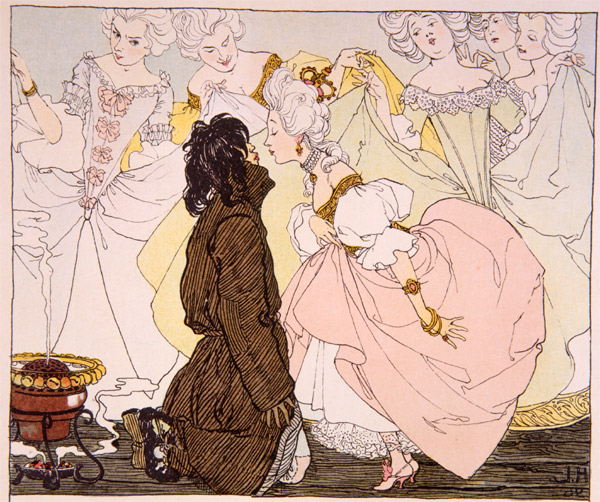
اثر ۱۸۹۷

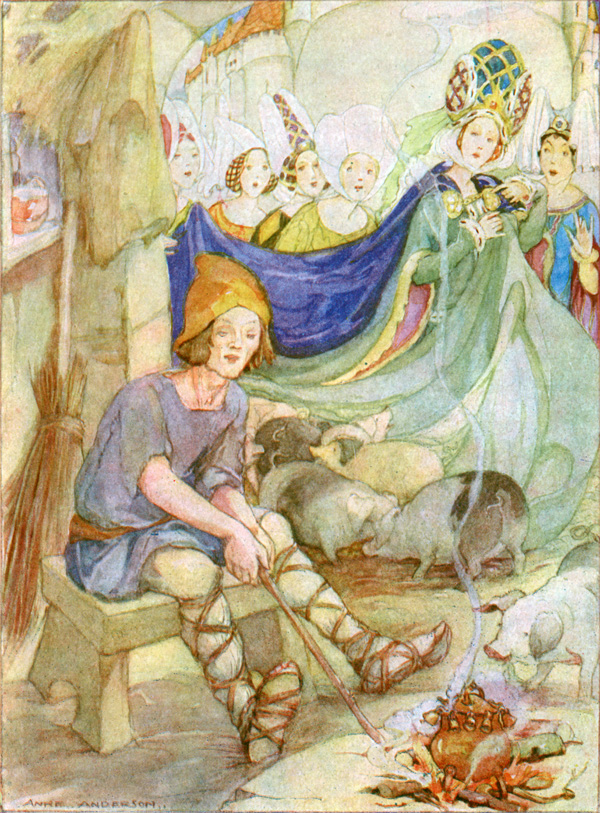
اثر ۱۹۲۴

چوپان خوک‌ یا چوپان گله خوک‌ها (دانمارکی: Svinedrengen) داستانی از هانس کریستین آندرسن است که نخستین‌بار در سال ۱۸۴۱ در کپنهاگ، دانمارک منتشر شد. این افسانه دربارهٔ شاهزاده‌ای است که برای به دست آوردن عشق یک شاهدخت مغرور، خود را به شکل چوپان گله خوک‌ها درمی‌آورد. داستان در قالب افسانه ادبی نوشته شده و یکی از مشهورترین آثار آندرسن به‌شمار می‌رود.

## داستان
روزی روزگاری شاهزاده‌ای بود که در یک پادشاهی کوچک اما باشکوه زندگی می‌کرد. او تصمیم می‌گیرد با دختر امپراتور ازدواج کند. به همین منظور دو هدیهٔ گران‌بها برایش می‌فرستد: یک گل سرخ جادویی که تنها هر پنج سال یک‌بار شکوفه می‌دهد و عطری دل‌انگیز دارد، و یک بلبل که زیباترین آواز را می‌خواند.
شاهدخت با دیدن جعبه‌ها، ابتدا خوشحال می‌شود، اما وقتی درمی‌یابد که گل و بلبل طبیعی‌اند، و مصنوعی یا ساخت دست انسان نیستند، از آن‌ها روی‌گردان می‌شود و هدیه‌ها را رد می‌کند. شاهزاده، ناراحت اما مصمم، خود را چوپان خوک جا می‌زند و از امپراتور می‌خواهد به او کاری بدهد. امپراتور، بی‌خبر از هویت واقعی او، او را به عنوان چوپان خوک در قصر استخدام می‌کند.
چوپان خوک در کلبه‌اش وسیله‌ای جادویی می‌سازد: دیگی که هنگام جوشیدن موسیقی می‌نوازد. وقتی شاهدخت صدای موسیقی را می‌شنود، علاقه‌مند می‌شود و حاضر می‌شود برای داشتن آن، ده بوسه به چوپان خوک بدهد.
چند روز بعد، او وسیله‌ای دیگر می‌سازد که آهنگ‌های رقص مختلفی را پخش می‌کند. این بار شاهدخت صد بوسه می‌دهد تا آن را صاحب شود. اما پادشاه که شاهد این صحنه‌هاست، خشمگین می‌شود و دخترش را به خاطر این کارهای سبک‌سرانه از قصر بیرون می‌اندازد.
در همین هنگام، چوپان خوک چهرهٔ واقعی خود را نمایان می‌سازد و به شکل یک شاهزادهٔ شایسته ظاهر می‌شود. او به شاهدخت می‌گوید: «تو حاضر نبودی یک گل یا آواز بلبل را به خاطر عشق بپذیری، اما برای بازیچه‌ها به یک چوپان خوک بوسه دادی. سزاوار عشق من نیستی!» سپس او را ترک می‌کند و شاهدخت، تنها و غمگین، پشت دروازه قصر می‌ماند و آواز غمگینی می‌خواند.

## تحلیل ادبی
داستان «چوپان خوک» به نقد غرور و تجمل‌پرستی در طبقات اشرافی می‌پردازد. برخلاف بسیاری از افسانه‌های فولکلور که در آن‌ها شاهزاده و دختر در پایان به وصال می‌رسند، آندرسن پایانی واقع‌گرایانه‌تر و عبرت‌آمیز برگزیده است. شاهدخت، به خاطر نادیده گرفتن زیبایی‌های طبیعی و اصالت عشق، عشق و جایگاه اجتماعی خود را از دست می‌دهد.
این داستان از لحاظ ساختاری در ردهٔ نوع ۸۵۰ شاخص آرنه-تامپسون-اوتر (ATU 850) قرار می‌گیرد که «نشانه‌های تولد شاهدخت» نام دارد. در برخی نسخه‌های مشابه در سنت‌های اسلاوی، چوپان با نوازندگی حیواناتی را به رقص درمی‌آورد و شاهدخت در ازای دیدن آن، نشانه‌های بدنش را نشان می‌دهد.